# Blechroneromia mianta
Blechroneromia mianta är en fjärilsart som beskrevs av Louis Beethoven Prout 1925. Blechroneromia mianta ingår i släktet Blechroneromia och familjen mätare. Inga underarter finns listade i Catalogue of Life.